# Шэньчжоу-20
«Шэньчжоу-20» (кит. 神舟二十号, пиньинь Shénzhōu èrshí-hào, буквально: «Священный челн-20», англ. Shenzhou-20) — пятнадцатый пилотируемый космический корабль КНР серии «Шэньчжоу», девятая экспедиция на станцию «Тяньгун». Запуск миссии состоялся 24 апреля 2024 года в 09:17 UTC на носителе «Чанчжэн-2F» со стартовой площадки 91/43 космодрома «Цзюцюань». «Шэньчжоу-20» состыковался со станцией «Тяньгун» 24 апреля 2024 в 15:49 UTC.

## Экипаж
| Тайконавт    | должность    | № полёта | Организация |
| ------------ | ------------ | -------- | ----------- |
| Чэнь Дун     | Командир     | 3        | CNSA        |
| Чэнь Чжунжуй | Член экипажа | 1        | CNSA        |
| Ван Цзе      | Член экипажа | 1        | CNSA        |